# Filip Neri
Filip Neri (în italiană: Filippo Neri; n. 21 iulie 1515, Florența — d. 26 mai 1595, Roma) a fost un preot catolic fondator al Congregației Oratoriului; este venerat ca sfânt în Biserica Catolică.

## Primii ani
S-a născut la Florența într-un cartier de periferie numit S. Pier Gattolino. Părinții săi, Lucrezia da Mosciano, fiica unui tâmplar, și Francisc Neri, notar, pasionat de alchimie, descendent dintr-o modestă nobilime provincială se mutară în diverse locuri până se stabiliră la Costa di S. Giorgio . Mama sa moare în 1520, iar tatăl se recăsătorește.
De mic copil frecventează conventul dominicanilor S. Marco din Florența și participă la corul organizat de Congregația Fecioarei. În aceste medii a primit educația și formarea creștină. La 15 ani părăsește Florența și merge la S. Germano (astăzi Montecassino) la un unchi care era negustor, nu atât pentru a învăța o meserie cât pentru a nu fi o greutate în casă unde erau atâtea guri de săturat. După 3 ani se mută la Roma de unde nu va mai pleca nici măcar pentru mici perioade. Caracterul său deschis, jovial, onest, atrage simpatia tuturor, în special a marii comunități de florentini ce se găsea la Roma. Fu primit de Galeotto Caccia, și el un florentin, administrator în vama pontificală care, în schimbul educației copiilor, îi oferi masă și casă. Filip se mulțumea cu puțin: o mică cameră deasupra oficiului vamal, o funie îi servea de dulap, iar ca hrană avea pâine și măsline pe care le servea mereu în curte, lângă fântână. 
În acest timp frecventă cursurile de filozofie și teologie de la Facultatea Sapienza. Studiile le urmă ca extern însă profită din plin de ele. În urma unei inspirații, le abandonă pentru a se dedica apostolatului de stradă. Își vându toate cărțile în afară de Sfânta Scriptură și de Summa Teologica („Enciclopedia Teologică” a sfântului Toma de Aquino) și dădu banii săracilor.

## Misiunea

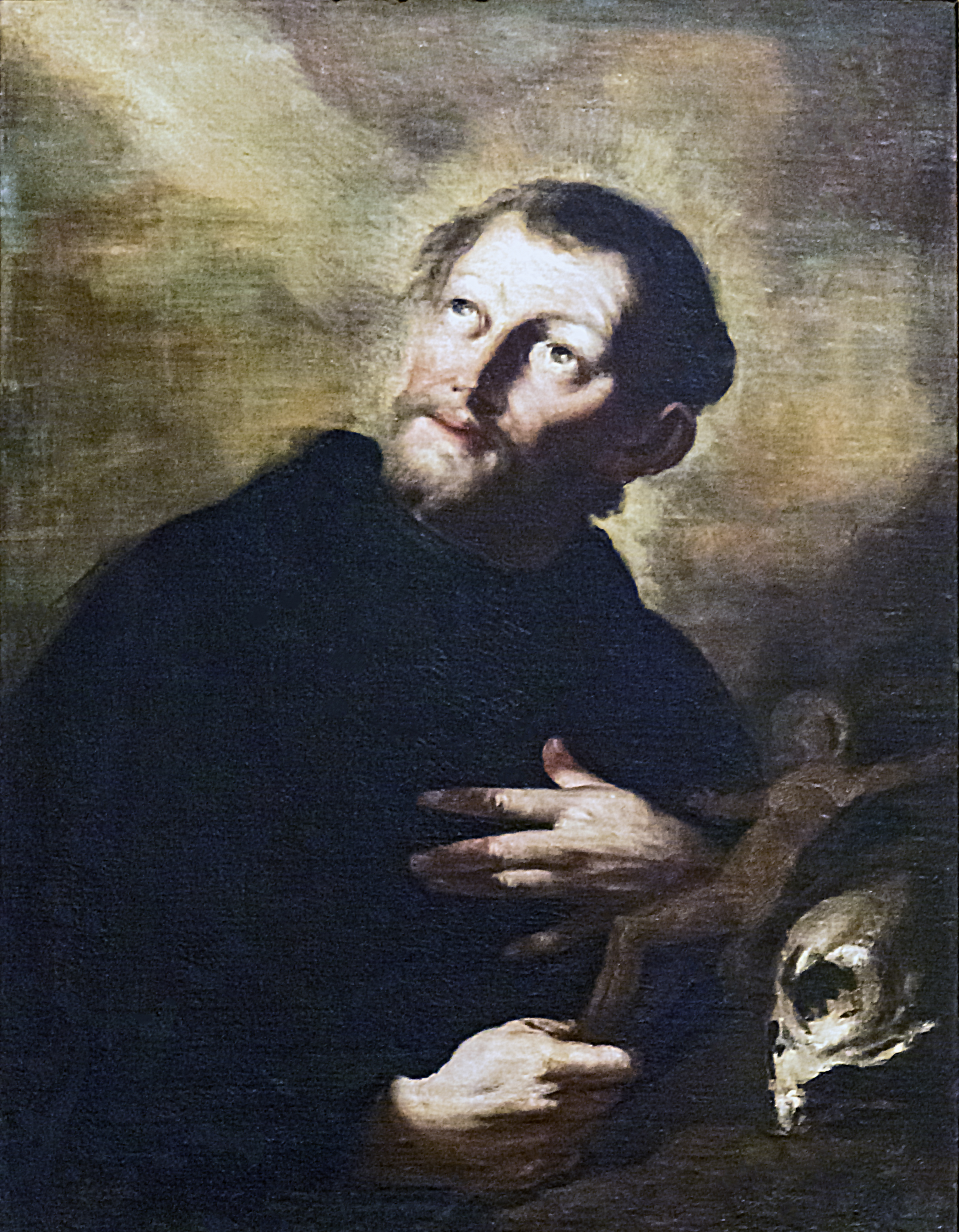
Filip Neri

Trăi o bună parte a vieții sale ca eremit și ascet înainte de a deveni preot, la 36 de ani, nopțile petrecându-le destul de des în rugăciune în catacombele Sf. Sebastian. În solemnitatea de Rusalii în 1544, în timp ce se găsea adâncit în contemplație un glob de foc îi penetră pieptul și îi mări inima în așa fel încât i se creă o deformare a toracelui, fapt constatat și de medicii care, la autopsie, observară că inima era atât de mărită încât două coaste erau rupte pentru a-i permite expansiunea.
La celebrările liturgice participa cu bucurie, în special la cele celebrate de călugări pentru că erau mai îngrijite și făcute cu devoțiune, și nu de puține ori era însoțit de câte cineva pe care-l târâse după el. Frecventarea sacramentelor și meditația personală au fost izvoarele de unde și-a tras forța și învățătura pentru a progresa în viața spirituală.
Începu să frecventeze spitalele, zonele populare, însoțind cu un salut jovial și cu o vorbă bună pe toți aceia care aveau nevoie.
Întâlnește în spitalul Sf. Iacob un preot zelos, Persiano Rosa, care locuia într-un fost convent franciscan, S. Girolamo della Carità. Îl alege ca îndrumător spiritual și intră în cercul de 12 laici care vor forma cu Rosa în 16 august 1548 confraternitatea Trinità dei Pellegrini.  Scopul acestei asociații era de a primi și asista pelerinii săraci care veneau la Roma. În același timp Filip continuă să viziteze și să asiste bolnavii la Sf. Iacob, încredințați confraților asociației Divino Amore. În acest grup participă și Gaetano Thiene, sfântul și fundatorul Clericilor regulari de mai târziu.
Este în această perioadă când Filip îi întâlnește pe alți doi viitori sfinți: Ignațiu de Loyola, fundatorul Societății lui Isus (iezuiții) și Francisco Javier, marele misionar al Indiei. Va menține raporturi strânse cu ei însă nu va adera la proiectul lor. Era un spirit independent, caracterizat de bucuria solitudinii, de libertatea fără obligații, de independența care îi era dată de sărăcie. Trăiește într-o perioadă de efervescentă reformă catolică, cea de după Conciliul Tridentin, în care iubirea lui către aproapele, îndrumarea discretă a lui Rosa îl fac să maturizeze decizia de a se face preot. 
În martie 1551 Giovanni Lunel, episcopul de Sebaste, îi conferă tunsura clericală, ordinele mici și subdiaconatul. În 28 martie, primește diaconatul în Bazilica San Giovanni in Laterano și în 23 mai este consacrat preot în biserica S. Tomaso in Parione. Rosa îl aduce în casa S. Girolamo unde era deja cunoscut și unde va rămâne timp de 32 de ani, mai înainte să meargă - la insistențele papei - la Vallicella în 12 noiembrie 1583.
Capelanii de la S. Girolamo erau împinși de aceeași fervoare de reformă însă erau foarte diferiți între ei prin fel și capacități; de aceea nu se ducea o viață comună, lucru ce răspundea căutărilor lui Filip: timp la dispoziție și libertate de apostolat. 
Începe pentru el ceea ce va fi caracteristica ministerului său: disponibilitatea la orice oră pentru a mărturisi penitenții și de a primi pe aceia care îl caută pentru un sfat sau direcție spirituală.
În timp ce alți preoți cultivau practica desei împărtășanii, el privilegia sacramentul spovedaniei, bine făcute. Aștepta mereu la spovadă și nu pleca nicăieri decât pentru necesități grave sau cerințe ale carității aproapelui.
Unul din fii săi, ai Congregației Oratoriului, devenit cardinal, Cesare Baronio, scria despre el că "nu ar fi generat un așa mare număr de fii în Cristos, dacă nu i-ar fi înconjurat de stimă și de afect și, nutrind pe fiecare cu Cuvântul lui Dumnezeu, nu ar fi condus pe fiecare în parte să fie un om perfect".
În misiunea sa era ajutat de caracterul natural mereu bine dispus, optimist, însoțit de o constantă seninătate, de facilitatea cu care bătea apropouri sfinte și adaptate la persoană. Colocviul pe care îl începea în confesional îl continua și afară. Această întâlnire simplă, informală cu tinerii deveni tot mai deasă și se mări până a forma un grup care constitui începutul Oratoriului. În aceste întâlniri se vorbea despre disprețul spiritului acestei lumi, de frumusețea virtuții, de premiul celor buni. Această intuiție, Oratoriul, Filip o dori fără reguli: voia spontaneitatea și simplitatea pentru ca toți cei care participă să se simtă în largul lor, înconjurați de prietenie și de afect, în efortul comun de a fi mai buni. Avea o vorbă pe care o spunea des, în special tinerilor: "Fiți buni, dacă puteți. Dacă nu, atunci săriți, strigați, numai păcate să nu faceți."
După înmulțirea numărului de participanți, va transfera întâlnirile mai întâi în podul bisericii iar mai apoi în biserică și va da totuși anumite reguli pentru desfășurarea Oratoriului: lectura devotă, discursuri exortatorii, cântece de laude, etc. Intervențiile sale vor fi scurte și măsurate și nu va vorbi niciodată de la catedră; animatorii adunărilor erau tinerii și laicii. 
Însă acest tip de apostolat era legat de carisma persoanei lui Filip și nu era deloc ușor de urmat, chiar dacă aparențele așa arătau. Stilul afectiv și familiar cerea o bună dicție, o facilitate în a vorbi liber, o continuă atenție de a nu cădea în banal sau chiar în grotesc. Iar aceste calități nu erau ușor de găsit.
În intenția sa de a preveni păcatele, inventă un pelerinaj original prin Roma: în fiecare an, în Joia Grasă (cea de dinaintea Postului Mare), vizita 7 biserici concomitent cu desfășurarea  Carnavalului. Se începea de miercuri seara cu vizita la Bazilica Sf. Petru și se continua joi cu vizitele la S. Paolo fuori le mura, terminându-se, după un lung parcurs care ajungea până la via Appia la Sf. Maria cea Mare. La jumătatea drumului se opreau pentru la Villa Celimontana pentru gustare, conversare și pentru repaus. 
În unul din aceste pelerinaje, în 1563, întâlni pe Carlo Borromeo (sfântul de mai târziu) născându-se între ei o stimă și prietenie reciprocă. Filip insistă ca Borromeo să accepte episcopatul la Milano pentru a împlini reforma și în acest mare oraș. Devenit episcop de Milano Carlo insistă timp de mai mulți ani ca Filip să își mute Oratoriul de la Roma la Milano însă fără succes.
Între timp, în 1564, după puternice insistențe a guvernatorilor din Florența la care se adăugară și cele din curia romană, Filip fu obligat să accepte responsabilitatea bisericii florentine în Roma, S. Giovanni (numită și astăzi S. Giovanni dei fiorentini). Acceptă, însă puse anumite condiții: de a locui în continuare la S. Girolamo, de a elibera biserica de preoții care serveau acolo și de a încredința serviciul clericilor săi. Cu această ocazie fură consacrați primii săi preoți, Cesare Baronio, Giovanni Francesco Bordini e Alessandro Fedeli, printr-o specială dispensă papală între mai și septembrie 1564.
În 1568 este prezent în grup, Francesco Maria Tarugi (viitor arhiepiscop de Avignon și cardinal) care va deveni pentru alții un punct de referință, fiind cel mai în vârstă dintre toți și cel mai stimat de Filip.
Comunitatea crescu și după 3 ani avea 18 clerici. Tipul de viață pe care îl duceau era similar aceluia de la S. Girolamo. Capelanii puneau în comun finanțele și masa, fiecare dintre ei dedicându-se la toate activitățile de gospodărie care erau necesare. În 1574 florentini, mândri că biserica S. Giovanni prin zelul preoților devenise un punct de referință în Roma, construiră un edificiu pentru a adăposti numeroasele persoane care participau la practicile Oratoriului.

## Apariția Congregației
Filip dorea însă o biserică care să fie numai a sa. Printr-o discretă preparare, papa Grigore al XIII-lea (Ugo Boncompagni, 1572-1585), în 15 iulie 1575, publică o bulă, Copiosus in misericordia Dominus, prin care îi conferi biserica parohială S. Maria in Vallicella și în care îi recunoscu de asemenea - în mod canonic - comunitatea clericilor seculari formată în jurul lui, și pe el ca superior. Neri nu se gândise niciodată la crearea unei noi congregații; însă acceptă voința papei cu ascultare și încredere, convins fiind că era voința lui Dumnezeu. Congregația primește așadar o formă de viață asemănătoare cu cea a canonicilor, preoții fiind consacrați sub responsabilitatea superiorului, fără a depune voturi religioase, trăind în comun în serviciul Oratoriului. De abia în 1588 vor fi scrise constituțiile și în 1612 vor fi aprobate definitiv de papa Paul al V-lea (Camillo Borghese, 1605-1621) prin bula Breve solenne Christifidelium quorumlibet.
Nu îi lipsiră lui Filip persecuțiile (îi fură interzise pelerinajele, Oratoriul și confesionalele pe motive de sectarism), nici dificultățile (în 1569 se subțiară rândurile Oratoriului din cauza unor decese și al abandonului din partea colaboratorilor) și nici problemele de sănătate (în ultimii 30 de ani de viață, suferi de sângerări și slăbiciuni). Unul din discipoli, Talpa, responsabilul fundării oratoriului la Napoli se răzvrăti contra lui Filip iar după moartea acestuia rupse în mod definitiv cu confrații din Vallicella. Faptul fu posibil deoarece constituțiile nu prevedeau o ierarhie unitară a oratorienilor: fiecare fundație era autonomă. În primăvara lui 1595 starea sănătății lui Filip deveni critică; după o perioadă de recuperări și recăderi, în 27 mai 1595, în ziua următoare a solemnității Corpus Domini, la 80 de ani, trecu le cele veșnice.

## Scrieri
Cu puțin timp înainte de a muri a distrus prin ardere tot ceea ce scrisese. S-au păstrat totuși anumite sonete (scrise în latină și italiană) și scrisori, care împreună cu numeroasele maxime adunate de discipolii săi sunt publicate în ediția în limba italiană: San Filippo Neri, Gli scritti e le massime (a cura di Antonio Cistellini), Editrice La Scuola, Brescia, 1994.

## Merite
S-a deosebit prin castitate, prin darul profeției, al citirii conștiințelor și al minunilor.
A fost confident și consilier a 5 papi și a fost consilier a mai multor cardinali.
Papa Grigore al XIV-lea avu intenția de a-l face cardinal, însă el a evitat numirea.
Doi ani înainte de a muri, a renunțat la titlul de superior pe viață; fu ales Baronio Cesare.

## Filmografie
State buoni... se potete, Luigi Magni, Italia, 1983
Preferisco il Paradiso, Giacomo Campiotti, Italia, 2000